# Ctenopelma elegantulum
Ctenopelma elegantulum är en stekelart som beskrevs av Otto Schmiedeknecht 1913. Ctenopelma elegantulum ingår i släktet Ctenopelma och familjen brokparasitsteklar. Inga underarter finns listade i Catalogue of Life.